# Civry-en-Montagne
Civry-en-Montagne este o comună în departamentul Côte-d'Or, Franța. În 2009 avea o populație de 100 de locuitori.

## Evoluția populației
| An        | 1975 | 1982 | 1990 | 1999 | 2006 | 2009 |
| --------- | ---- | ---- | ---- | ---- | ---- | ---- |
| Populație | 72   | 68   | 76   | 73   | 92   | 100  |